# Министерство окружающей среды ЮАР
Министерство окружающей среды ЮАР — одно из министерств правительства Южной Африки. Оно несёт ответственность за защиту, сохранение и улучшение южноафриканской окружающей среды и природных ресурсов.

## Отделы
- Качества окружающей среды и защите
- Моря и побережий
- Биоразнообразия и сохранения
- Управление главного операционного директора
- Международного сотрудничества и ресурсов
- по корпоративным отношениям